# Mürón (szobrász)

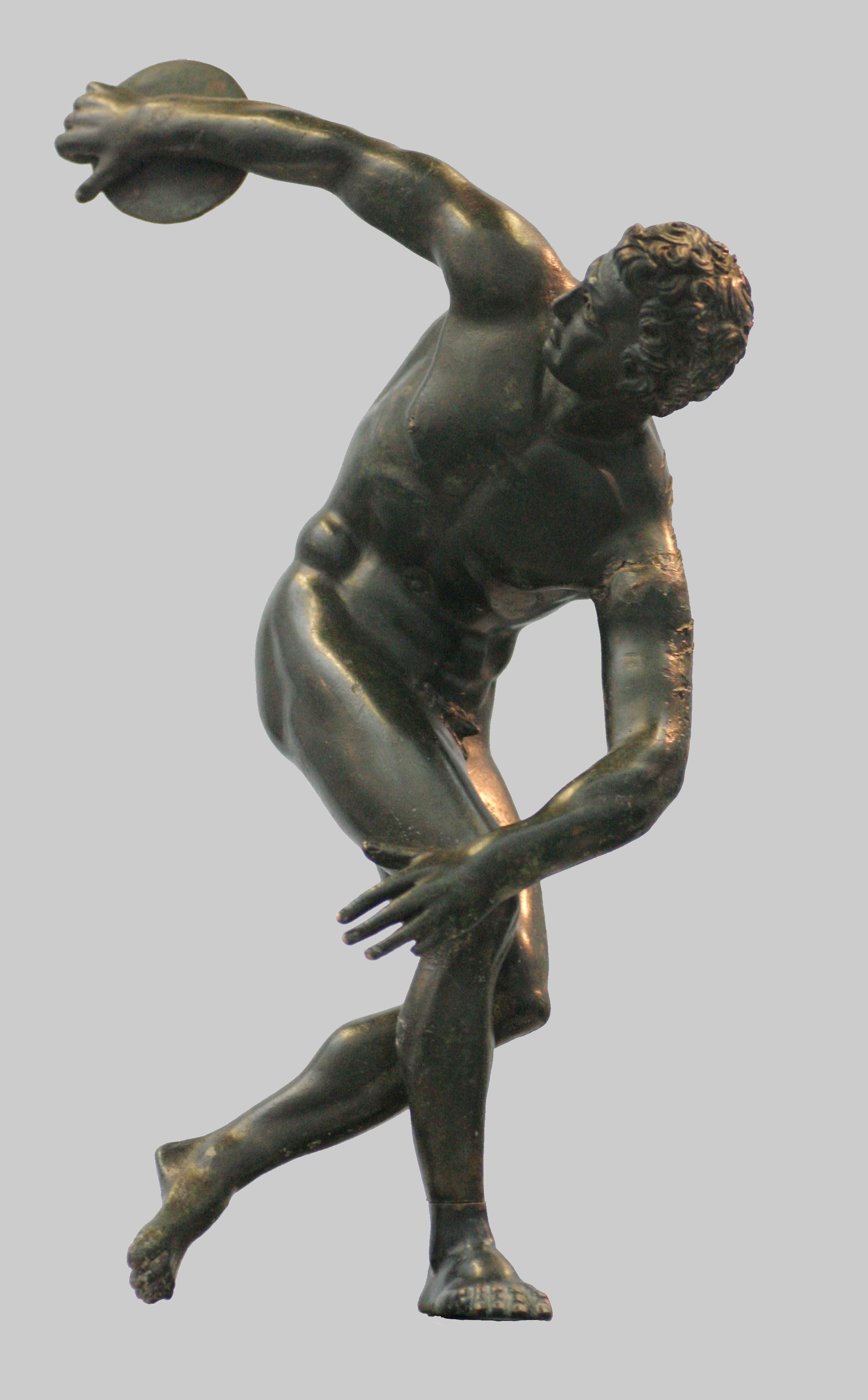
Mürón Diszkoszvető bronzszobrának 2. századi rekonstrukciója

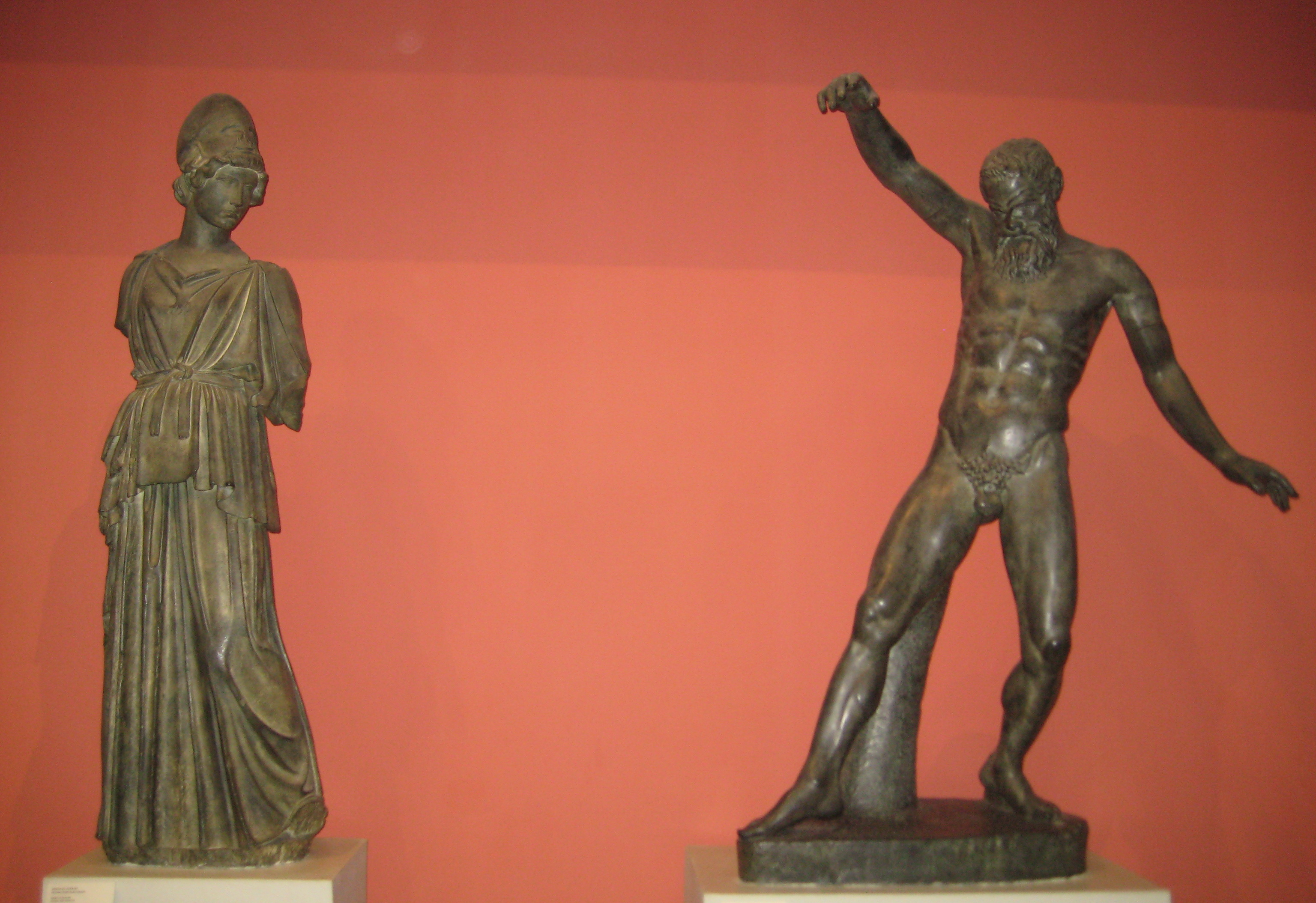
Athéné és Marszüasz

Mürón vagy Eleutherai Mürón (Μύρων, nevének átírásváltozata Myron; i. e. 5. század) ókori görög bronzszobrász, a korai klasszikus szobrászatot megelőző ún. szigorú stíluskorszak legismertebb művésze.

## Életpályája
Az attikai Eleutheraiból származott. Annak a Hageladasznak a tanítványául szegődött, aki az argoszi iskola megalapítója és jeles alakja volt, tanítványai közé tartozott Pheidiasz is. Mürón feltehetőleg az i. e. 5. század második negyedében működött. Fia és egyben tanítványa az i. e. 460 és 440 között alkotó Lükiosz volt.

## Munkássága
A kor szokásai szerint bronzból készítette szobrait, de ötvösművészettel is foglalkozott. Egyetlen eredeti műve sem maradt fenn, de ókori források mintegy harminc alkotását említik. Szobrai álltak Athénban, Olümpiában, Delphoiban, a Peloponnészoszon, Kis-Ázsiában és Szicíliában, főként isten-, állat- és atlétaszobrok kötődnek a nevéhez. Római márványmásolatokon keresztül ismerjük legnevezetesebbé vált művét, a Diszkoszvető (Diszkobolosz) című szobrát. Ugyancsak töredékes másolatokban maradt fenn az athéni Akropoliszon felállított, Athénát (tkp. Pallasz Athénét) és Marszüaszt ábrázoló szoborcsoportja (Marszüasz szatír megtalálja az Athénától elhajított fuvolát), valamint a Medúzát ölő Perszeusz szoborkompozícióból fennmaradt Perszeusz-fej. Az eredetileg a szamoszi Héraionban álló Pallasz Athéné-, Héraklész- és Zeusz-kolosszusait, valamint epheszoszi Apollón-szobrát Marcus Antonius triumvir az i. e. 40-es években Rómába hurcoltatta. A Héraklész-szobor egy ideig a római Circus Maximus közelében, a Pompeius Magnus-templomban állt, később azonban Augustus császár a főisten szobrát a Capitóliumon külön e célra emeltetett kis templomba helyeztette át, a többi szamoszi és epheszoszi szobrot pedig visszaállíttatta eredeti helyére.
Mindezek mellett idősebb Plinius említi Tehén, Kutya, Fűrészelők, A delphoi pentatlonversenyek győztesei, Pankratiaszták című szobrait. A költőnő Érinna tanúsága szerint egy tücsök- és sáskaszoborból álló kompozíciója is ismert volt, Pauszaniasz Periégétész pedig a mitikus athéni királyról, Erekhtheuszról készült, Athénban álló alkotását említi. Az Anthologia Graecában olvasható több, ókori szerzők Mürón szobrait (Tehén, Ladasz versenyfutó stb.) méltató vagy említő epigrammája.
Művészetét az emberi test részleteinek anatómiai pontosságú kidolgozása, arányos felépítése jellemezte. Munkásságának művészettörténeti jelentőségét emeli, hogy a szobrászatban elsőként igyekezett megragadni a mozgás ritmusát, dinamikáját és elevenségét. Ugyanakkor ókori kritikusai szemére vetették a haj- és a testszőrzet-ábrázolás elnagyoltságát, illetve alkotásainak lélekábrázolását, az arcok jellem- és hangulattükröztetését szegényesnek írták le.